# Ilmārs Rimšēvičs
Ilmārs Rimšēvičs (ur. 30 kwietnia 1965 w Rydze) – łotewski ekonomista i urzędnik państwowy, w latach 2001–2019 prezes Banku Łotwy. 

## Życiorys
W 1990 ukończył ekonomiczne studia w Ryskim Instytucie Politechnicznym (obecnie: Ryski Uniwersytet Techniczny), w międzyczasie studiował na Uniwersytecie St. Lawrence'a w USA (1988–1989), następnie również na Uniwersytecie Clarksona (1991–1992), gdzie uzyskał stopień magistra w dziedzinie organizacji i zarządzania przedsiębiorstwem. 
W latach 1989–1990 był wiceprzewodniczącym Komitetu Gospodarczego Łotewskiego Frontu Ludowego. W okresie przemian gospodarczych pracował w Łotewskim Banku Ziemskim ("Latvijas zemes banka"; 1990–1992) na stanowisku kierownika Wydziału Papierów Wartościowych. 2 lipca 1992 został powołany przez Radę Najwyższą Łotwy na urząd zastępcy prezesa Banku Łotwy. 20 grudnia 2001 objął funkcję prezesa Banku. W 2007 Sejm IX kadencji wybrał go po raz kolejny na prezesa tej instytucji. Po raz kolejny na tę funkcję został wybrany w 2013. W 2019 w funkcji prezesa Banku Łotwy zastąpił go Mārtiņš Kazāks.

## Afera korupcyjna
16 lutego 2018 Urząd ds. Zapobiegania i Zwalczania Korupcji na Łotwie przeszukał miejsce pracy oraz prywatne mieszkanie Ilmārsa Rimševičsa, który wówczas był w na urlopie Hiszpanii. Następnego dnia Ilmārs Rimševičs wrócił do Rygi i został przewieziony na przesłuchanie, a następnie do aresztu śledczego.
19 lutego 2018 Urząd ds. Zapobiegania i Zwalczania Korupcji poinformował, że prezes Banku Łotwy jest zatrzymany w związku z podejrzeniem o otrzymanie łapówki o wartości ponad 100 tys. euro. Premier Māris Kučinskis na antenie Telewizji Łotewskiej stwierdził, że nie wyobraża sobie sytuacji, że Ilmārs Rimševičs dalej pełni funkcję prezesa Banku Łotwy, spokojnie „rano idąc do pracy, jakby nic się nie stało”.